# Hans Emser
Hans R. Emser (* 23. Oktober 1948; † 25. Januar 2020) war ein deutscher Fußballtrainer.

## Karriere
Emser spielte in der Spielzeit 1969/70, 1970/71 für den FC 08 Homburg in der Regionalliga Südwest und arbeitete dort später auch als Assistenz-Trainer in der 2. Bundesliga. Vom 1. FSV Mainz 05 kam Emser zu den Saarländern.
Außerdem veranstaltete er Tennisturniere und Tennisländervergleiche, wie z. B. Deutschland (mit Steffi Graf) gegen die Tschechoslowakei oder die European Mixed Masters in Saarbrücken. Unter anderem gehörte Emser drei Jahre zum Team von Sportmanager Ion Țiriac.
Emser arbeitete in den Junioren-Fußball-Leistungszentren von Ajax Amsterdam, PSV Eindhoven, Hertha BSC, Bayer 04 Leverkusen und arbeitete mit dem Olympiastützpunkt in Saarbrücken zusammen (Leistungsdiagnostik im Jugendfußball).
2008 wurde Emser Cheftrainer, Technischer Direktor und Leiter der Junioren Football Academy beim Thai-Premier-League-Club FC Bangkok Glass. Als Academy Direktor ist er für alle Jugendmannschaften und deren Trainer verantwortlich. Durch seine Kontakte zum 1. FC Kaiserslautern konnten seither auch vier thailändische Junioren-Nationalspieler in Kaiserslautern mittrainieren, 2010 entstand zudem auf Initiative Emsers eine Partnerschaft mit Bayer 04 Leverkusen. Jedes Jahr reisen Jugendspieler von Bangkok Glass FC zu Bayer 04 Leverkusen, um dort mit deutschen Jugendspielern der entsprechenden Altersklasse zu trainieren.
In seiner ersten Saison führte Emser den FC Bangkok Glass in der Thai Premier League 2009 zunächst bis an die Tabellenspitze und stellte mit 12 aufeinanderfolgenden Spielen ohne Niederlage einen neuen Rekord auf. Auf eigenen Wunsch kehrte Emser im Juni 2009 als Technischer Direktor zum Jugendleistungszentrum des Vereins zurück, das er ein Jahr zuvor selbst aufgebaut hatte.
2013 war Emser auch Nationaltrainer von Thailands U-13-Auswahl.